# Lubka Kolessa
Lubka Kolessa   (Lviv, 19 de maig de 1902 - Toronto, 15 d'agost de 1997) va ser un pianista i professor de piano.

## Biografia
Educació
La família Kolessa era una important família intel·lectual ucraïnesa que vivia a Lviv, Ucraïna occidental, que tractava la música molt seriosament. La família incloïa diversos compositors i intèrprets professionals. El seu oncle Filaret Kolessa era un notable etnomusicòleg dedicat a la investigació de la música popular ucraïnesa. El seu cosí Mikola Kolessa va ser un destacat compositor i director d'orquestra ucraïnès. Chrystia Kolessa, germana de Lubka, era un violoncel·lista il·lustre.
Les seves primeres lliçons van venir de la seva àvia, una pianista que havia estudiat amb Karol Mikuli, alumne de Chopin. El seu pare Oleksandr Kolessa (1867-1945) havia estat elegit diputat al Reichsrat austríac, el parlament de Cisleitània. El 1904 la família es va traslladar a Viena.
A Viena, va estudiar a la "Musikakademie Wien" amb Louis Thern i Emil von Sauer, on va obtenir el diploma el 1920, amb 16 anys. Va tocar com a solista amb les millors orquestres i directors d'Europa i aviat va guanyar fama com a brillant pianista.
Gires de concerts
El 1928 va emprendre una gira triomfal per la seva terra natal, en aquest moment ara sota l'administració de Polònia. Més tard, el 1928, va enregistrar com a última pianista clàssica sis peces per a Welte-Mignon (veure suports). Del 1929 al 1930 va estudiar de nou amb Eugen d'Albert, que va tenir una forta influència en el seu estil d'interpretació. El 21 de maig de 1937, Kolessa va aparèixer a la televisió britànica tocant un concert mentre portava vestits populars ucraïnesos. El 1938 va fer una gira amb èxit a Amèrica del Sud. Fins al 1939 va actuar a Europa, enregistrant diversos discos per a "His Master's Voice" a Alemanya.
Kolessa es va casar amb el diplomàtic britànic James Edward Tracy Philipps a Praga el 13 de març de 1939, la vigília de l'ocupació. En el cim de la seva carrera com a pianista de concert, es va traslladar a 1940 a Ottawa, Ontario. Va continuar actuant tenint nombrosos concerts, incloent compromisos amb la Filharmònica de Nova York. Va continuar fent gires per les Amèriques i va ser una de les pianistes més notables d'aquests continents. El 1954 va acabar les seves activitats de concerts per dedicar-se a la docència.
Educador
Des del 1942 va ensenyar piano al Royal Conservatory of Music de Toronto, del 1955 al 1966 a l'"École de musique Vincent-d'Indy de Mont-real", durant dotze anys a la Universitat McGill i 1959-1960 a la ciutat de Nova York a l'"Ucraïna Music Institute", així com al "Conservatoire de musique du Quebec" à Montréal. Entre els seus alumnes destacats hi havia el director i pianista Mario Bernardi, els compositors Clermont Pépin i John Hawkins i els pianistes Howard Brown, Karen Quinton, Richard Gresko, Louis-Philippe Pelletier, Eugene Plawutsky, Pierrette Froment Savoie, Luba Zuk i Ireneus Zuk.

## Enregistraments
El segell Doremi va publicar el 1999 un conjunt de tres discos compactes (DHR-7743-5) que van reeditar els enregistraments comercials de Kolessa i algunes emissions de ràdio, enregistraments privats i enregistraments inèdits del 1936-1949. Obres incloses gamma a partir de dues sonates de Domenico Scarlatti el Tercer concert per a piano de Beethoven i de Brahms les Variacions i Variations and Fugue on a Theme by Handel..
Últimament s'acaba de publicar la vella i durant molts dies llarga gravació inèdita de Kolessa. Amb Karl Bohm The Early Years Box (Warner, 19CD) s'inclou el seu rar enregistrament comercial de Beethoven el Piano Concerto No.3 dirigit també per Karl Bohm / SKD (rec.1939).

## Mitjans de comunicació
- Lubka Kolessa juga per a Welte-Mignon el 1928 Frédéric Chopin : Mazurka núm. 23 en Re major Op. 33, 2 * 3627 kB